# Cimitero degli Juifs Portugais de Paris
Il cimitero degli Juifs Portugais de Paris (cimitero degli Ebrei Portoghesi, fr: cimetière des Juifs Portugais de Paris) o cimitero israélite de la Villette (cimitero israelita della Villette, fr: cimetière israélite de la Villette) è un vecchio cimitero che venne utilizzato per la comunità ebraica portoghese, sito in rue de Flandre 44, nel XIX arrondissement di Parigi. Venne creato alla fine del XVIII secolo, su un piccolo sito della vecchia cittadina di La Villette, acquistato per 800 sterline da Jacob Rodrigue Péreire, primo maestro per sordomuti in Francia, ove anch'egli pare vi sia stato sepolto nel 1780; secondo l'autore antisemita Édouard Drumont, il corpo di Péreire venne riesumato insieme alla sua famiglia nel 1878.

## Storia
Si è stimato che i primi cadaveri vennero sepolti sul sito ancor prima che Péreire acquistasse il terreno; il terreno comprendeva un giardino del palazzo adiacente al civico 46, ovvero una locanda, chiamata L'Étoile (La Stella), gestita da un certo Carnot. Passò poi, nel 1773, in mano al conciatore Matard, che mescolò i corpi degli animali con quelli dei defunti. Fu questo che spinse Pereire a firmare il contratto di acquisto del terreno, il 3 marzo 1780.
La creazione del cimitero venne autorizzata per ordine del capo della polizia di Parigi Jean-Charles-Pierre Lenoir, in data 7 marzo 1780 e la prima sepoltura ufficiale avvenne il giorno dopo; il cimitero venne chiuso il 18 febbraio 1810, quando una sezione ebraica venne aperta al cimitero di Père-Lachaise.
Il terreno misurava 35 per 10 metri, con una superficie di 424 metri quadrati; le stime contano appena 28 tombe. Attualmente giace in stato di abbandono ed è inaccessibile ai passanti; per le visite è, tuttavia, possibile chiedere un permesso al Concistoro centrale israelita di Parigi, che gestisce il luogo.
Il cimitero è oggi giorno iscritto ai monumenti storici di Francia, dal 3 gennaio 1966 ed è l'unica istituzione religiosa che protegge il sito.